# Marcus Nilsson
Marcus "Max" Nilsson (ur. 7 października 1982 w Torup) – szwedzki siatkarz, grający na pozycji atakującego, reprezentant kraju. 
Po zakończeniu kariery siatkarskiej po sezonie 2022/2023 ukończył biomedycynę i obecnie pracuje w szpitalu. Wrócił w rodzinne strony w 2018 roku i rozpoczął studia. Dziś mam już dwa tytuły licencjata.

## Kariera

### Kariera klubowa
W siatkówkę zaczął grać w klubie Hylte VBK, mającym siedzibę w Hyltebruk, niedaleko Torup, jego rodzinnej miejscowości. Szybko dostrzeżono jego siatkarski talent i jako szesnastolatek rozpoczął naukę w szkole mistrzostwa sportowego o profilu siatkarskim (Volleybollgymnasiet) w Falköping. Przez lata nauki reprezentował szkolny klub RIG Falköping.
Po ukończeniu szkoły na jeden sezon powrócił do Hylte VBK, który był wówczas mistrzem Szwecji. Sukcesu nie udało się powtórzyć i zakończył sezon na czwartym miejscu.
W 2002 roku wyjechał do Włoch; rozpoczął zawodową karierę w zespole Volley Del Colle, grającym wówczas w Serie A2. Klub z Gioia del Colle wygrał rozgrywki ligowe, ale Nilsson nie zadebiutował w Serie A1, ponieważ podpisał kontrakt z greckim Pannelinios GS. Reprezentował ten klub przez kolejne dwa lata.
W 2004 roku drużyna z Aten zajęła pierwsze miejsce w greckiej drugiej lidze, a rok później została szóstą drużyna Grecji. Marcus Nilsson był najlepiej punktującym zawodnikiem ligi greckiej. Otrzymał również nagrody dla najlepiej zagrywającego i najlepiej atakującego siatkarza.
Po zakończonym sezonie przeniósł się do Francji, by reprezentować Paris Volley. Z tym zespołem został mistrzem Francji. W tym samym sezonie drużyna z Paryża uczestniczyła w turnieju „Final Four” Pucharu CEV. W meczu półfinałowym z Lube Banca Marche Macerata, w decydującym momencie trzeciego seta, Marcus dotknął siatki, co zauważył drugi sędzia. Główny arbiter nie dostrzegł tego i zadecydował o przyznaniu punktu drużynie z Paryża. Marcus jednak przyznał się do błędu, a sędzia główny zmienił swoją decyzję, co miało wpływ na końcowy wynik. Za swoją postawę 23 letni wówczas Marcus Nilsson został uhonorowany Nagrodą Fair Play przez Europejska Konfederacje Piłki Siatkowej. Zespół z Maceraty zdobył puchar, a Paris Volley zajął trzecie miejsce, po wygranej z Giotto Padwa w meczu o brąz.
W 2006 roku wrócił do Grecji. Tym razem podpisał kontrakt z Iraklisem Saloniki. Z tym klubem dwukrotnie zdobył tytuł mistrza Grecji, a w roku 2008 ponownie był najlepiej punktującym zawodnikiem w lidze greckiej, a ponadto otrzymał tytuł MVP (Most Valuable Player), przyznawany najlepszemu zawodnikowi sezonu.  W 2009 roku zespół z Salonik zajął drugie miejsce w siatkarskiej Lidze Mistrzów, a Marcus Nilsson został uznany za najlepszego zawodnika turnieju.

### Kariera reprezentacyjna
Marcus Nilsson jest podstawowym zawodnikiem szwedzkiej drużyny narodowej. Rozegrał w niej 68 spotkań.(2009)  Reprezentacja Szwecji w ostatnich latach nie odnosi sukcesów na arenie międzynarodowej.

### Siatkówka plażowa
Nilsson z powodzeniem uprawia też siatkówkę plażową, w której to dyscyplinie dwukrotnie sięgnął po tytuł mistrza Szwecji. W 2006 roku w parze z Mikaelem Östberg i w 2008 z Petterem Jonssonem.

## Sukcesy w siatkówce plażowej
Mistrzostwo Szwecji:
- 2006, 2008

## Sukcesy klubowe
Puchar CEV:
- 2006

Mistrzostwo Francji:
- 2006

Superpuchar Grecji:
- 2007, 2008

Mistrzostwo Grecji:
- 2007, 2008

Liga Mistrzów:
- 2013
- 2009

Memoriał Zdzisława Ambroziaka:
- 2011

Grand Prix:
- 2021, 2023

Mistrzostwo Szwecji:
- 2021, 2022[10], 2023

## Nagrody indywidualne
- 2005: Najlepszy zagrywający, atakujący i punktujący ligi greckiej
- 2006: Nagroda "Fair Play" CEV
- 2006: Najlepszy serwujący Pucharu CEV
- 2008: MVP i najlepszy punktujący greckiej ligi
- 2009: MVP Ligi Mistrzów
- 2011: MVP Memoriału Zdzisława Ambroziaka
- 2013: MVP i najlepszy punktujący Ligi Mistrzów